# Festival international de cerf-volant de Dieppe
Le Festival international de cerf-volant de Dieppe, est un festival de cerf-volant se déroulant à Dieppe (Seine-Maritime) durant le mois de septembre tous les deux ans depuis 1980. Créé par Max Gaillard, le festival a ainsi donné le surnom à la ville de Dieppe de « Capitale du cerf-volant ».

## Présentation
Créé en 1980 par Max Gaillard, le Festival de cerf-volant de Dieppe a pour particularité d’être international, et de rassembler en moyenne une quarantaine de nations invitées. Il se déroule tous les deux ans pendant une semaine sur les pelouses de 8 hectares bordant le front de mer de la ville, face au château. Le festival permet d’admirer des cerfs-volants traditionnels, mais également des présentations de cerfs-volants acrobatiques, ainsi que de grands artistes de la discipline. Chaque édition attire en moyenne plus de 500 000 visiteurs, et est donc considéré comme le plus grand rassemblement du genre. Avec son concours de création de cerfs-volants artistiques, le festival invite à la rêverie et incite les participants à l'imagination et à l'innovation. Durant le dernier week-end du festival, se tient le célèbre vol de nuit, débutant généralement vers 22h. Les visiteurs peuvent admirer les cerfs-volants illuminés pendant un spectacle de son et lumière.
À partir de 2010, le festival est classé parmi les 300 plus grands évènements du monde, toutes catégories confondues. Festival gratuit, il permet de s’initier à de nombreuses activités et ateliers, tels que la construction de cerf-volant ou même de pilotage. De nombreuses activités sont proposées pour les enfants, et écoles de la région. Le festival permet des rencontres interculturelles, et permet également de valoriser des artistes (sculpture, peinture, musique...) des diverses nations présentes sur les lieux.
En parallèle du festival, sur l’hippodrome de Rouxmesnil-Bouteilles, se déroule le championnat du monde cerf-volant de combat.
Rassemblant toutes les disciplines du cerf-volant, le festival assure la visibilité et la lisibilité du patrimoine cervolistique mondial ainsi que du savoir faire qui s'y rattache.

## Chronologie des éditions

### Années 1980: Premières éditions
En 1980 est lancée la toute première édition du festival, ne regroupant à l’époque qu’une demi-douzaine de pays européens. C’est ainsi que tous les deux ans sera renouvelé le festival.

1986 est l’année de la 4e édition, et qui pour la toute première fois accueillera des délégations lointaines sur les pelouses de Dieppe : le Chine et la Thaïlande.
La 5e édition (1988) est présentée comme « la plus grande manifestation de ce genre en Europe ». 17 délégations seront présentes cette année-là. Le festival reçoit une consécration médiatique.

Photos de 1988
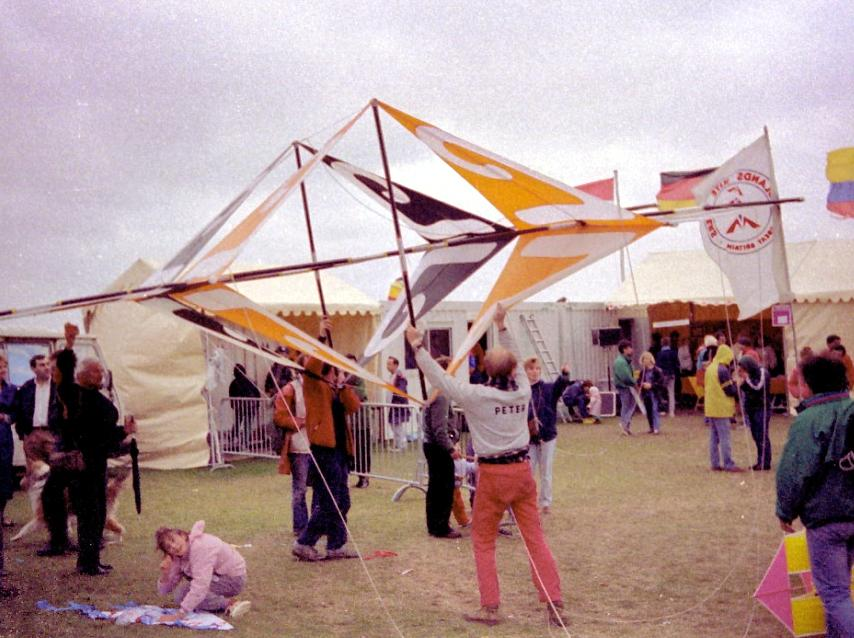
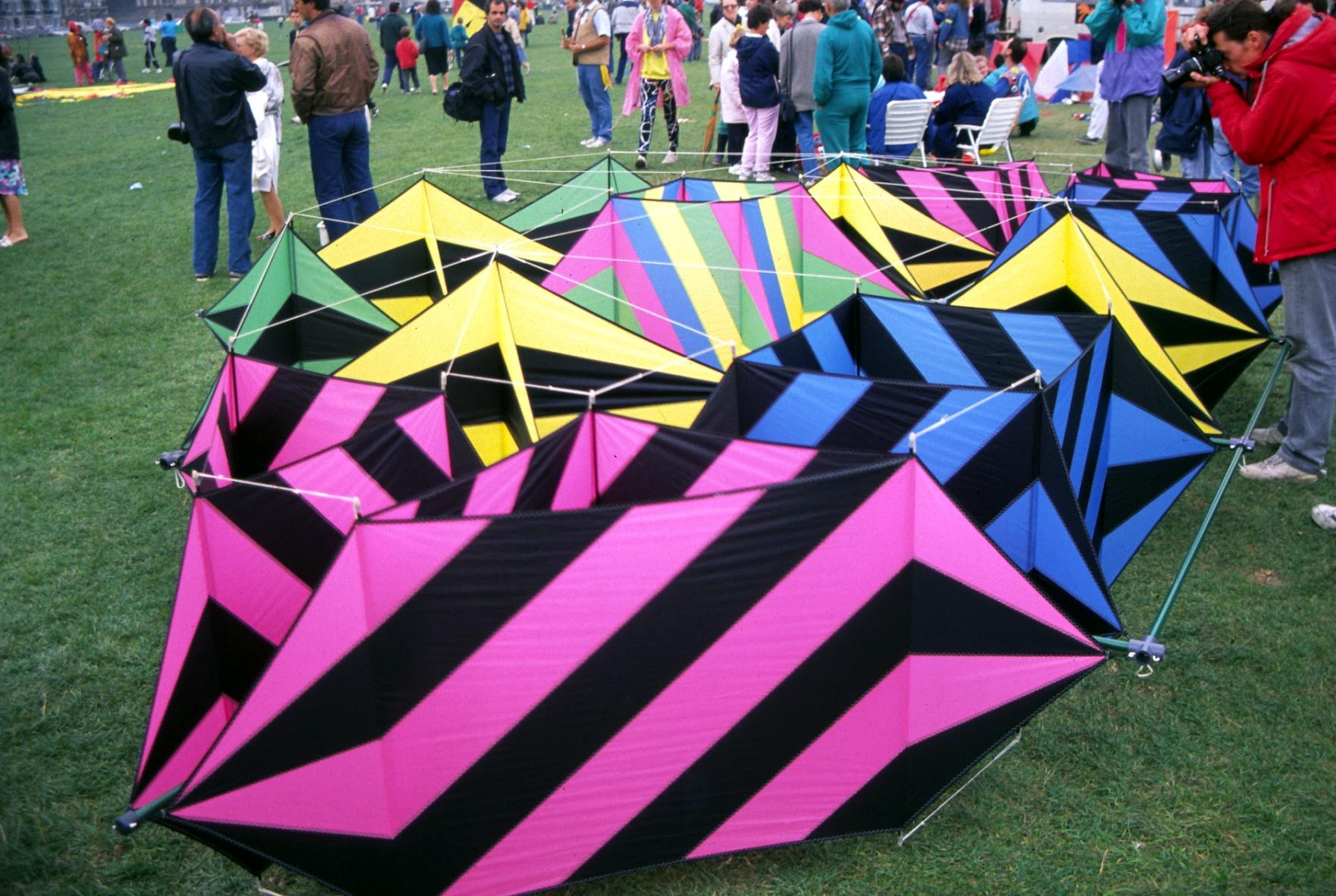
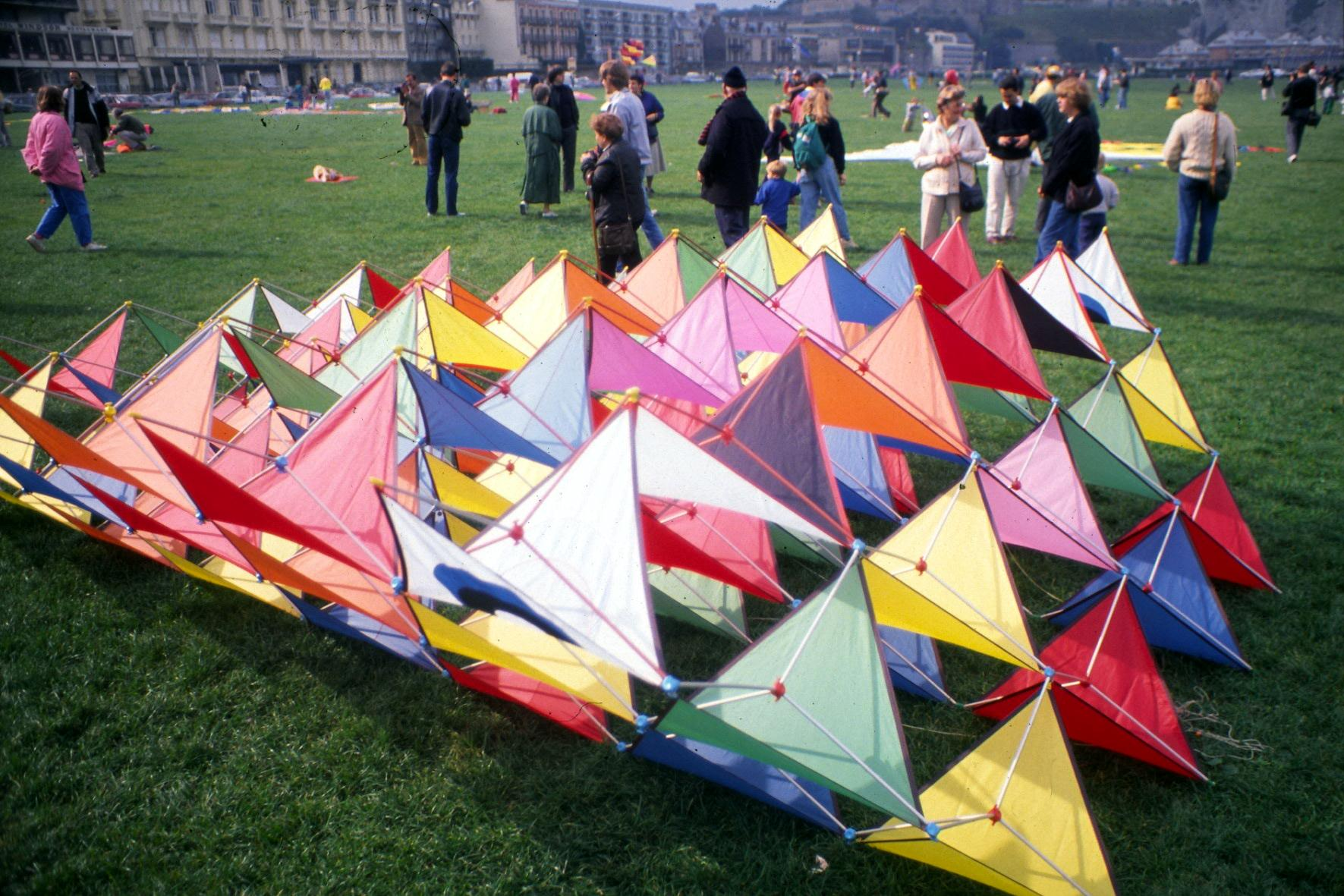
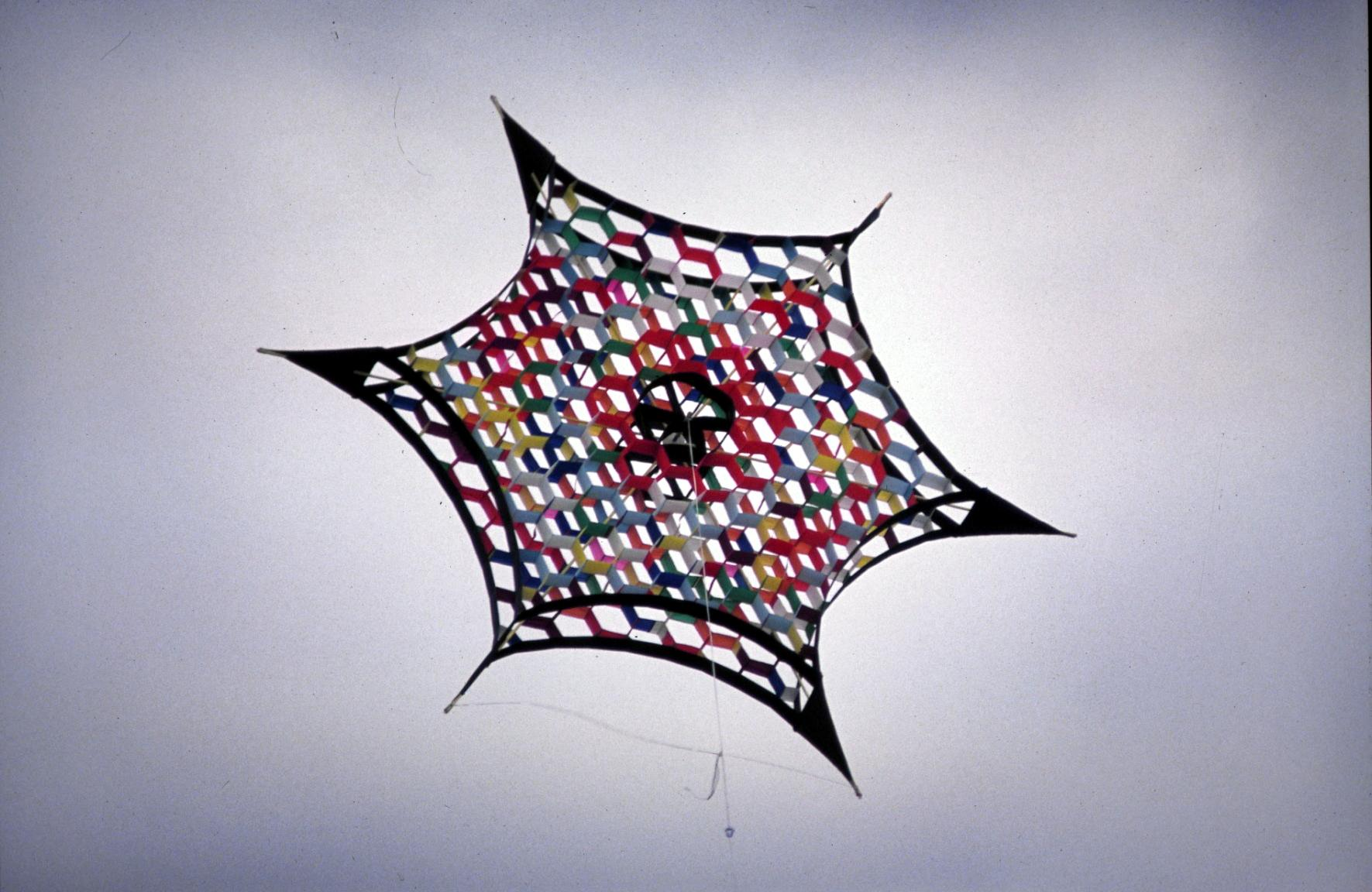

### Années 1990: La confirmation
En 1990, le festival attire 120 000 visiteurs à Dieppe. 400 cerfs-volistes de 21 pays différents font le déplacement pour l’occasion. L’année suivante est fondée l’association locale « Dieppe capitale du cerf-volant », ayant pour unique but de gérer et d’organiser tous les deux ans le festival. Auparavant, les rencontres étaient gérées jusqu’en 1991 par le C.A.C. Jean Renoir, dépendant de la municipalité.
C’est en 1992 lors de la 7e édition que le succès du festival se confirme peu à peu, avec 150 000 visiteurs. On compte désormais 22 pays représentés sur le front de mer, avec plus de 500 cerfs-volistes pour assurer le spectacle. En 1994, le festival devient l’évènement le plus important du genre en Europe avec 25 pays.

Le festival gagne en notoriété internationale, et atteint les 300 000 visiteurs en 1996 lors de la 9e édition, avec plus de 1 100 cerf-volistes et 30 nations.

Années 1990
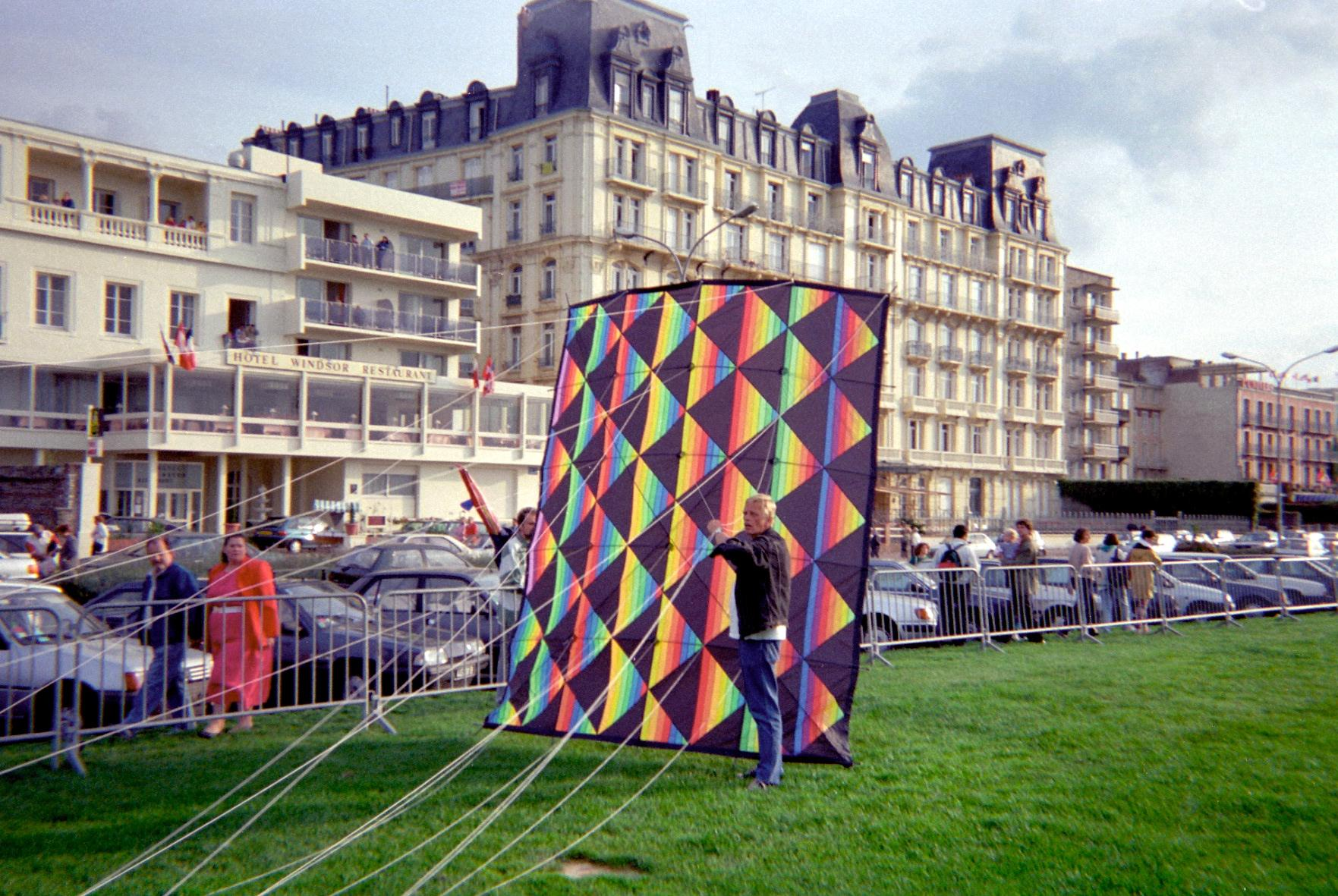
Un cerf-volant Edo. (1992)
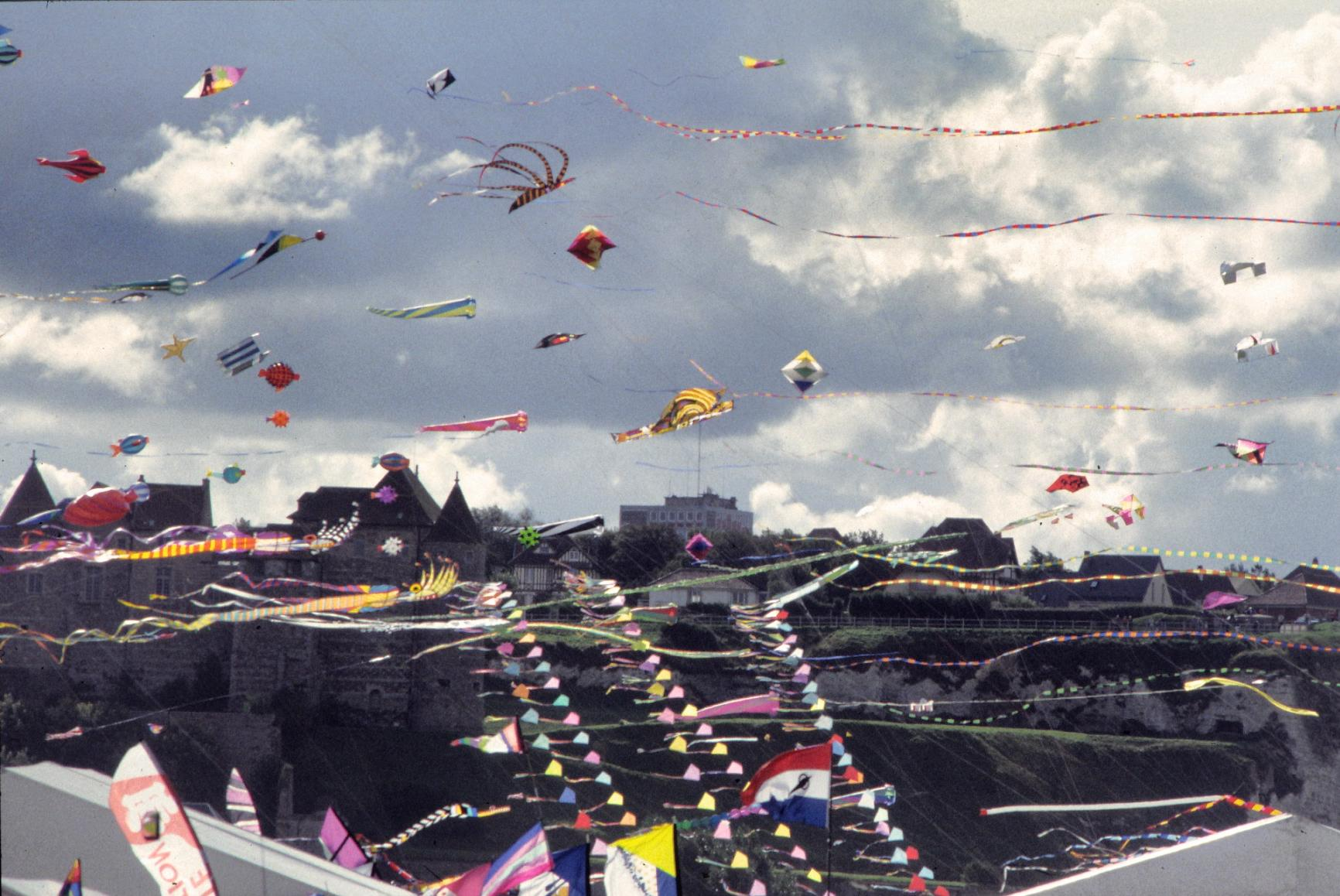
Le terrain de vol ; château à l'arrière plan. (1994)
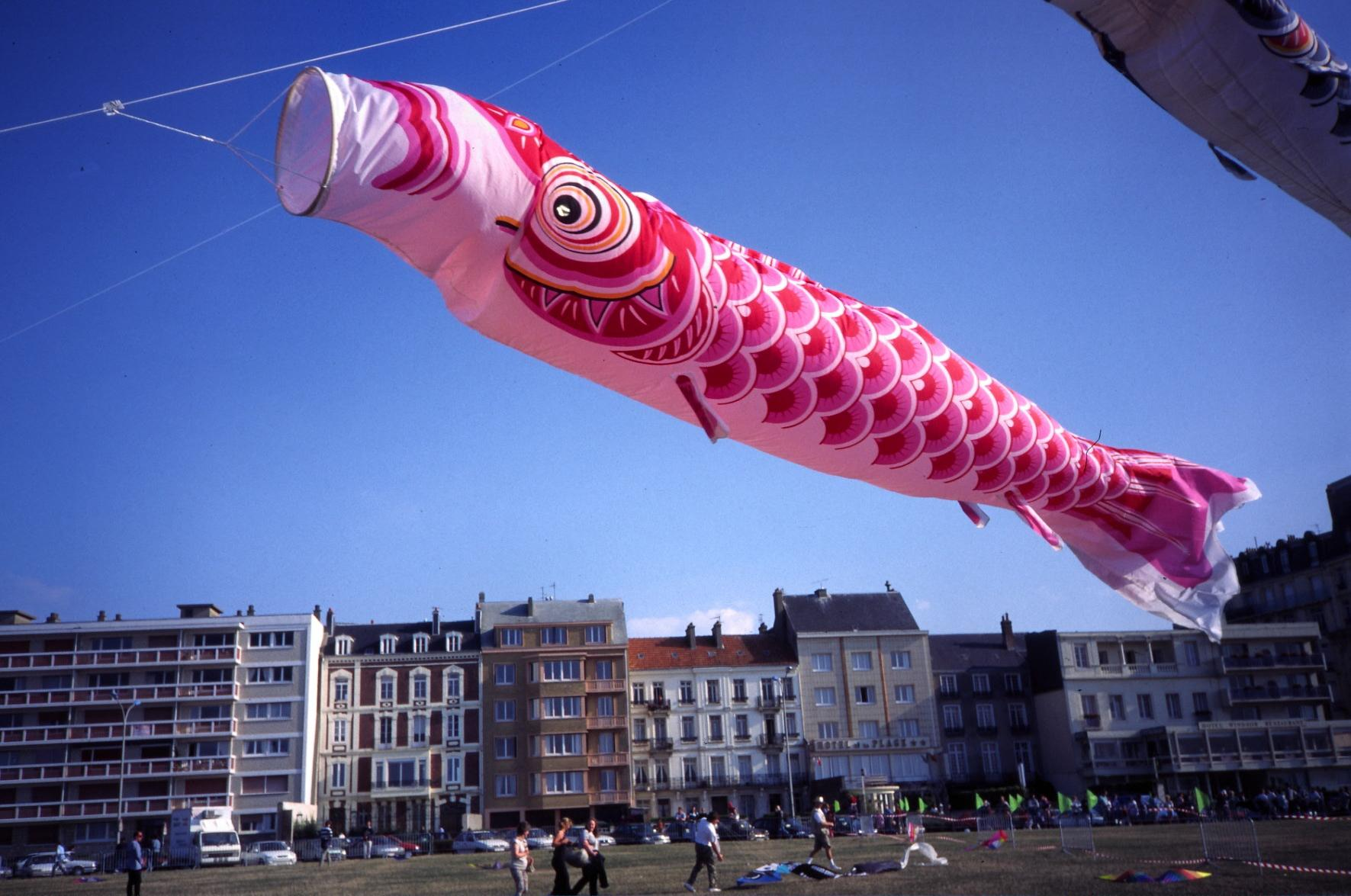
Les façades du front de mer à l'arrière plan. (1996)
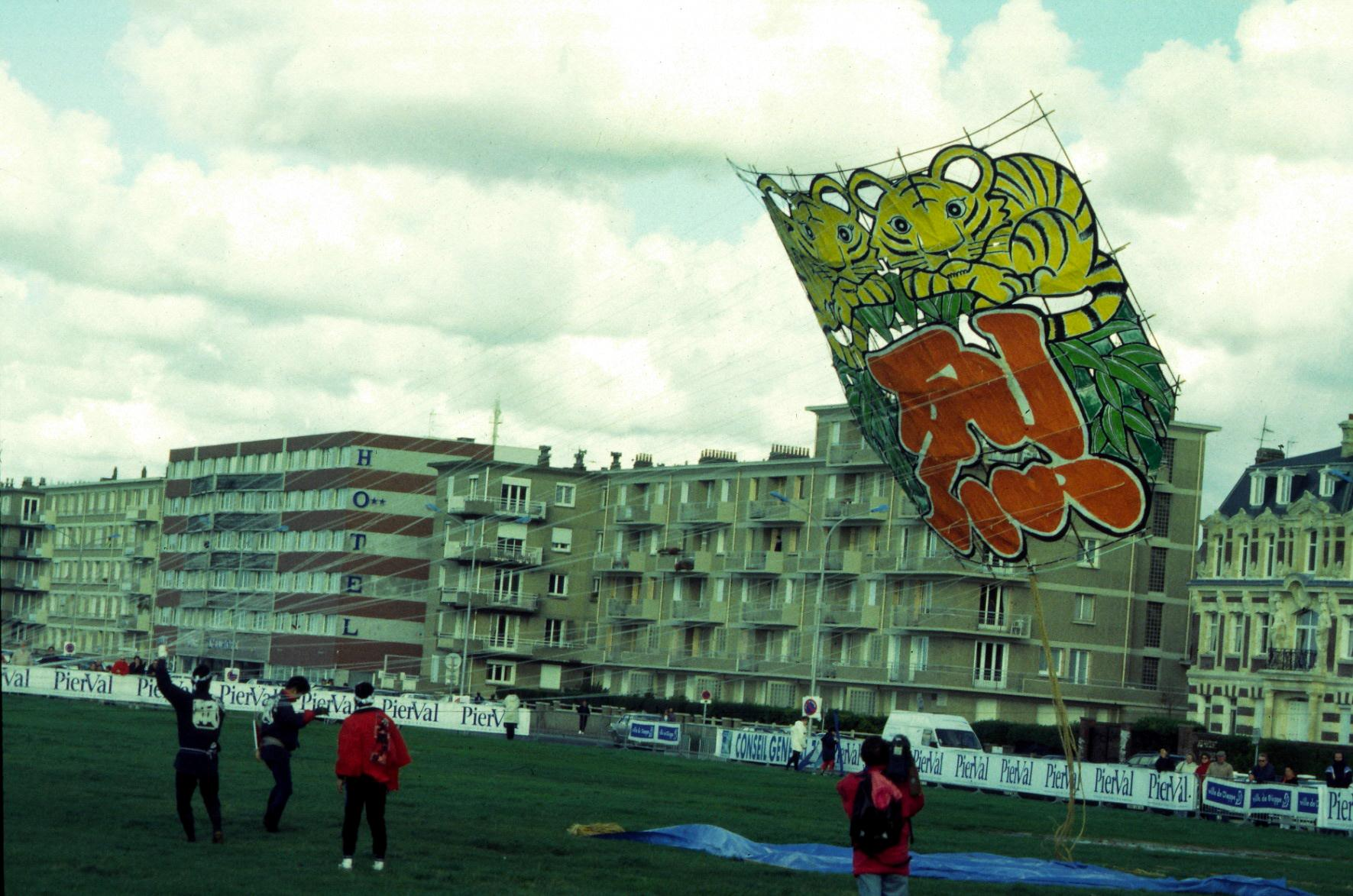
Un cerf-volant Edo au décollage. (1998)

### De l’an 2000 à aujourd'hui
En cette fin de millénaire, se sont 34 nations qui seront présentes sur les lieux. En 2002, le festival atteint un record de fréquentation avec 400 000 visiteurs. De nouveaux pays sont présents tels que la Lituanie ou la Finlande. Pour la première fois, les visiteurs peuvent contempler des représentations de cerfs-volants géants sur les galets, ainsi qu’admirer des danses et musiques balinaises.
En 2004, le thème du festival est « la Femme ». Avec 450 000 visiteurs, une augmentation de 18 % de la fréquentation est constatée cette année-là. Pour la toute première fois des pays sont présents : la Tasmanie et le Maroc, devenant ainsi le premier pays magrébin représenté à Dieppe.

L’édition suivante centrée sur le thème de « La Faune et la Flore », marque un nouveau record pour l’évènement : ce sont près de 500 000 visiteurs qui découvriront le festival. L’accent est mis sur la protection de l’environnement, avec la participation de la fondation Nicolas Hulot. Pour la première fois au monde, des Maoris avec l’aide des organisateurs, reconstituent des cerfs-volants traditionnels.
En 2008 comme à chaque édition, le festival propose des centaines de cerfs-volants colorées dans le ciel, sur le thème de la musique et du son. Chaque délégation permettra de faire découvrir au public la musique traditionnelle de leur nation.
 
L'Amérique latine est ainsi à l'honneur : les visiteurs ont pu découvrir les différentes traditions et cultures d'Amérique latine, ainsi que leurs cerfs-volants.
2010 marque l’année de la 15e édition, ainsi que les 30 ans de l’évènement. Le festival est à présent classé parmi les 300 plus grands évènements mondiaux. 44 pays seront ainsi présents, et la Thaïlande à l'honneur, exposera les cerfs-volants traditionnels. Le thème retenu pour cette édition est « Structures volantes non identifiées ».
Gardant sa place de plus grand festival du genre, l’édition 2012 sera sous le signe « 5 éléments », Le Royaume-Uni est ainsi à l'honneur et Pipe band, danseurs irlandais et spectacles traditionnels se suivent dans les allées. Pour la première fois, un pays africains est présent : le Sénégal.
Deux pays sont mis à l’honneur pendant la 18e édition (2014) : l’Inde ainsi que l’Indonésie.

photos prises depuis un cerf-volant (2002)
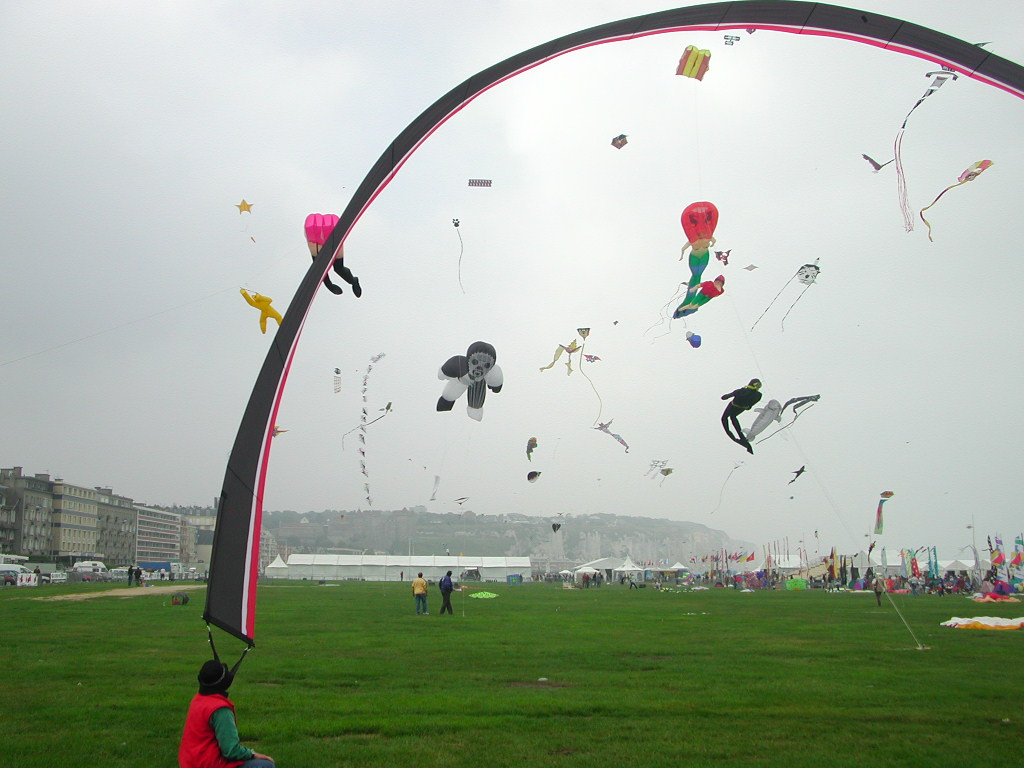
Le terrain de vol des cerfs-volants traditionnels.
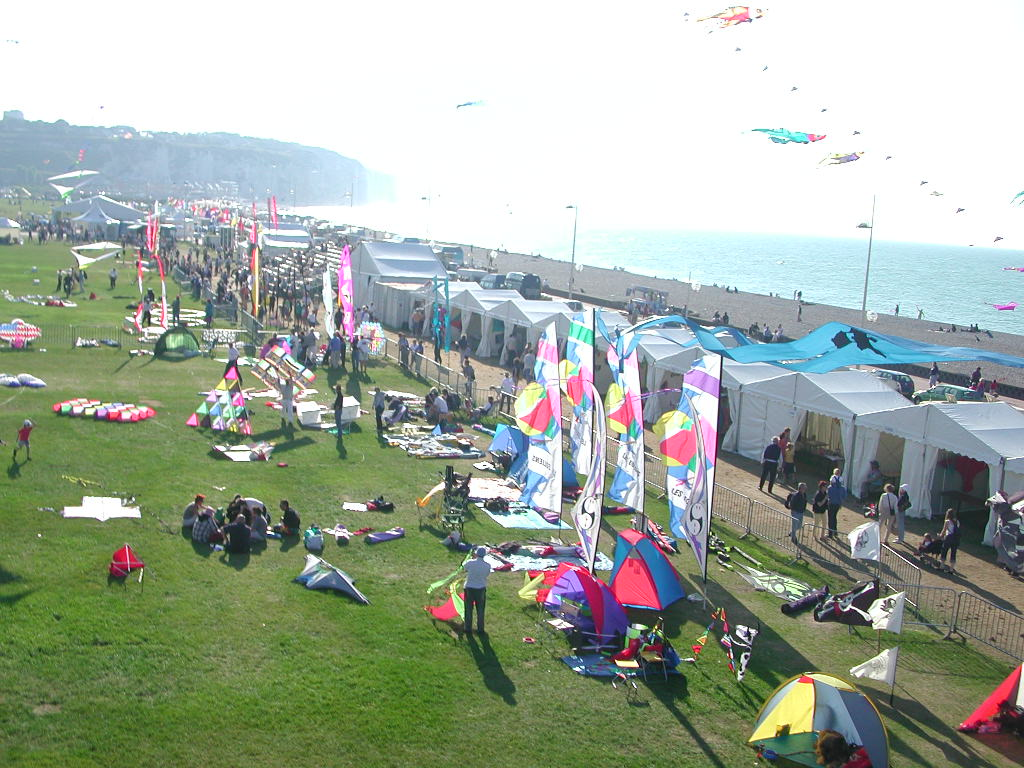
Les stands abritant les
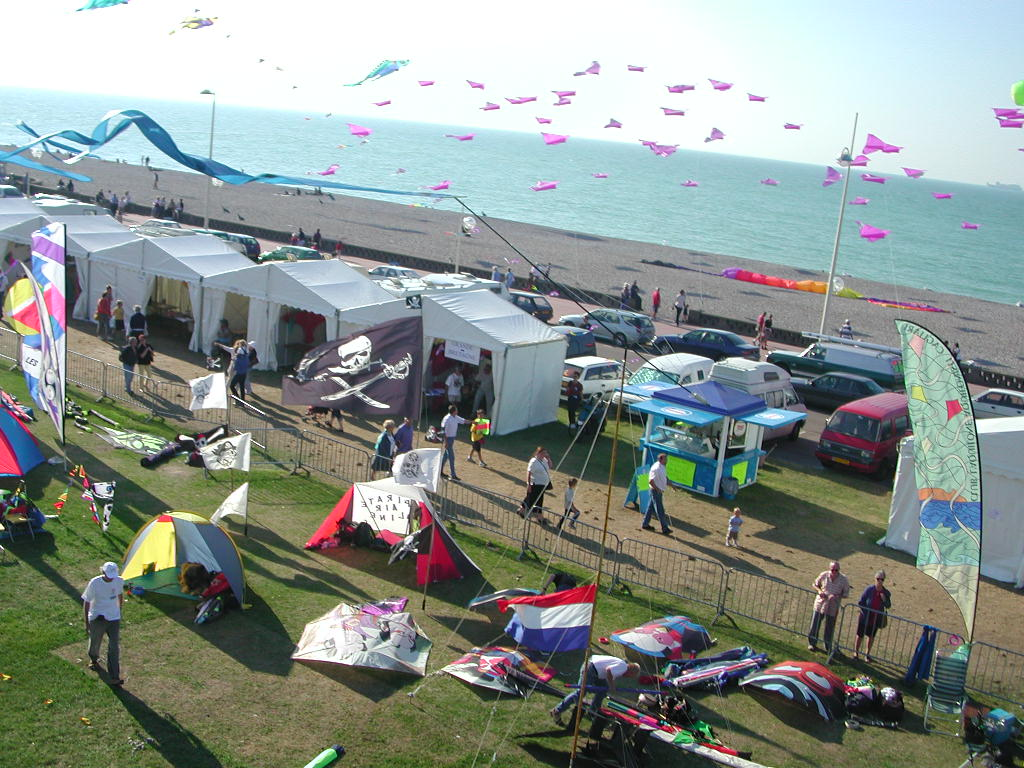
... différentes nations.
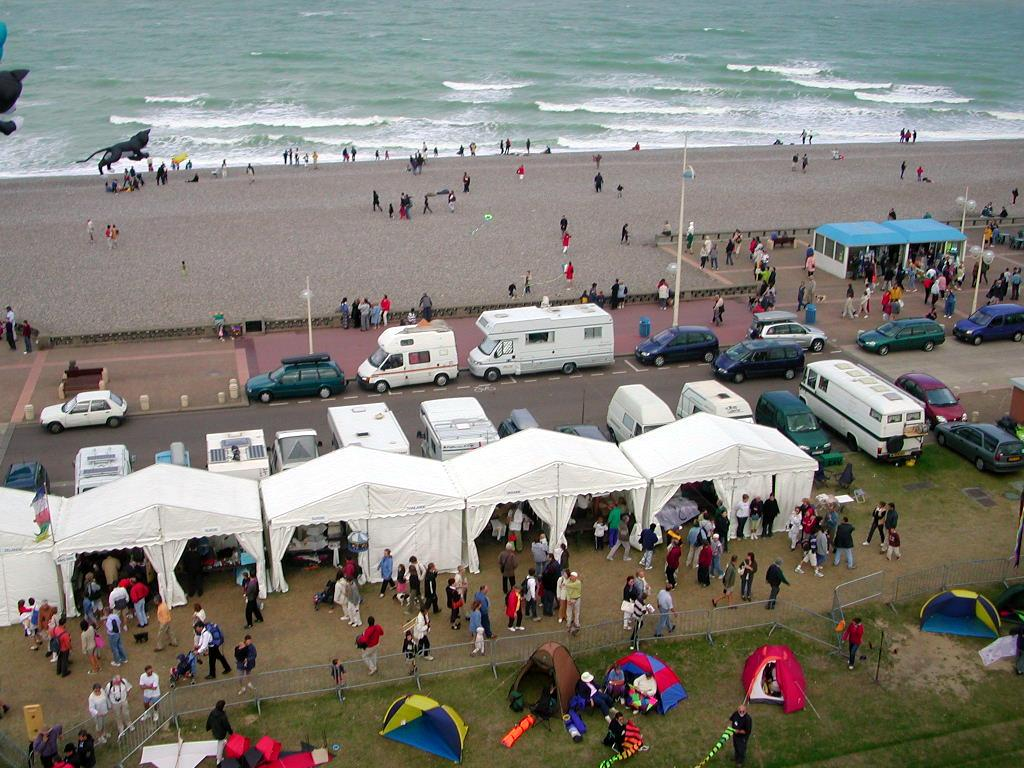
La plage de galets, lieu d'envol des cerfs-volants géants.

### Édition 2016: Le Canada à l'honneur
Le Canada est à l’honneur de cette 19e édition qui s'est déroulée du 10 au 18 septembre 2016, et le thème retenu cette année est « les arts premiers ». Plusieurs traditions des peuples autochtones sont représentées dans le ciel du festival comme les arts mayas, aborigènes ou encore amérindiens. Une délégation d’une vingtaine de personnes et d’artistes en provenance du Québec, du Nouveau-Brunswick et de la région de Vancouver seront présent. Sur le village du festival un « Arbre à rêves », et même des tipis grandeur nature pourront être découverts.
Le festival amorce un changement dans son organisation pendant cette édition, et pour les années à venir : « Nous souhaitons qu’il s’affirme plus fortement comme un évènement culturel mobilisant les ressources du territoire », témoigne Sébastien Jumel, le maire de Dieppe.

La photographie aérienne par cerf-volant sera mise en avant, animé par des spécialistes du Cerf-volant club de France.
Une quarantaine de pays seront présents pendant l’édition, dont certains nouveaux sur les pelouses comme l'Argentine et le Ghana.

### Édition 2018: Le Cambodge à l'honneur
Lors de cette édition qui s'est déroulé sur les pelouses du front de mer de Dieppe du 8 au 16 septembre 2018, le Cambodge est à l'honneur. Le thème artistique est « Le monde du fantastique ».
Pour la 20e édition du festival, la Ville de Dieppe a invité le plasticien cerf-voliste Michel Gressier à exposer, dans l'hôtel de ville, des cerfs-volants autour de la thématique de la transmission de cet art de concevoir et de faire voler.
L'équipe organisatrice est engagée dans une réflexion autour des nouvelles technologies.

### Édition 2020, la planète à l'honneur
Cette édition qui devait se tenir en septembre 2020 a été reportée à septembre 2021 puis 2022 en raison de la crise sanitaire liée à la Pandémie de Covid-19.